# Anton Kortjuk
Anton Vasylovytj Kortjuk (ukrainska: Антон Васильович Корчук), född 4 augusti 2004, är en ukrainsk backhoppare.

## Karriär
I juli 2019 gjorde Kortjuk sina första internationella tävlingar i FIS-cupen i Szczyrk. I augusti 2019 slutade han på 4:e plats i Carpath-Cup-tävlingen i Râșnov. I januari 2020 tävlade Kortjuk vid olympiska vinterspelen för ungdomar i Prémanon och placerade sig på 28:e plats i den individuella tävlingen. I mars 2020 tävlade han vid juniorvärldsmästerskapen i Oberwiesenthal och slutade individuellt på 45:e plats samt på 15:e plats i tävlingen för mixade lag.
I oktober 2020 vid en FIS-cupen-tävling i Râșnov tog Kortjuk sina första poäng i en tävling av denna rang då han slutade på 8:e plats. I februari 2021 tävlade Kortjuk vid juniorvärldsmästerskapen i Lahtis och slutade på 40:e plats i den individuella tävlingen. I månadsskiftet mellan februari och mars 2021 tävlade han vid världsmästerskapet för seniorer i Oberstdorf. Kortjuk blev utslagen i kvalet i båda individuella tävlingarna (i den stora backen blev han dessutom diskvalificerad) och i lagtävlingen slutade han på 13:e plats tillsammans med Jevhen Marusiak, Andrij Vaskul och Vitalij Kalinitjenko i det ukrainska laget.
I juli 2021 debuterade Kortjuk i Kontinentalcupen vid en tävling i Kuopio. I december 2021 tog han sina första poäng i en tävling av denna rang då han slutade på 28:e plats i Zhangjiakou. Kortjuk blev därefter uttagen i Ukrainas backhoppningslag till olympiska vinterspelen 2022 i Peking tillsammans med Vitalij Kalinitjenko och Jevhen Marusiak. Kortjuk slutade på 52:a plats i kvalet i normalbacken och 56:e plats i den stora backen, vilket inte kvalificerade honom för huvudtävlingen.
Kortjuk har även tagit medaljer i det ukrainska mästerskapet. Vintern 2019 tog han två silver i lagtävlingen tävlande för ett lag från Ivano-Frankivsk oblast, sommaren 2019 ett silver och vintern 2020 ett guld.

## Resultat

### Olympiska spel
| Tävling     | Normalbacke | Stor backe | Lagtävling | Mixlag |
| ----------- | ----------- | ---------- | ---------- | ------ |
| Peking 2022 | 52:a        | 56:e       |            |        |

### Världsmästerskap
| Tävling         | Normalbacke | Stor backe | Lagtävling | Mixlag |
| --------------- | ----------- | ---------- | ---------- | ------ |
| Oberstdorf 2021 | 65:e        | DSQ        | 13:e       |        |